# Mellan liv och död
Mellan liv och död är en svensk dramafilm från 1917 i regi av Georg af Klercker. 

## Om filmen
Filmen premiärvisades 1917 på Mosebacke Biografteater i Stockholm. Den spelades in vid Hasselbladateljén i Otterhällan Göteborg med exteriörer från Göteborg av Gustav A. Gustafson, Carl Gustaf Florin och Gösta Stäring

## Rollista
- Manne Göthson – fabrikör Warren
- Tekla Sjöblom – Dorothea Warren, hans hustru
- Mary Johnson – Elsa Warren, deras dotter
- Ivar Kalling – doktor A. Brinck
- Lilly Cronwin – Inger Holm, hans assistent
- Gabriel Alw – middagsgäst hos Warrens
- Hugo Björne – middagsgäst hos Warrens
- Dagmar Ebbesen – middagsgäst hos Warrens
- Nils Lundell – middagsgäst hos Warrens
- Victor Arfvidson – middagsgäst hos Warrens